# Papakura
Papakura je pobřežní předměstí města Auckland na Novém Zélandu, které má přístav a které je vzdálené cca 32 km od městského centra (Auckland Central Business District).

## Historie
Město založila malá skupinka farmářů ke konci 40. let 19. století. V roce 1875 byla postavena železniční stanice na trati mezi Aucklandem a Hamiltonem. V roce 1882 byl ustanoven městský obvod Papakura, který je jižní částí Aucklandu. V roce 2011 zde byl úspěšně proveden první motorový let letadlem na Novém Zélandu (pilot Vivian Walsh, letadlo Howard Wright 1910 Biplane). V roce 1914 zde bylo 700 obyvatel a v roce 2018 více než 22 tisíc obyvatel.

## Významní rodáci nebo obyvatelé
- John George Walker - Olympijský vítěz v běhu.
- Kieran Read - Dvojnásobný mistr světa v ragby (2011 a 2015) a vítěz ankety nejlepší ragbista roku 2013.
- Sir Edmund Percival Hillary - horolezec, který jako první stanul na Mt. Everestu.

## Galerie

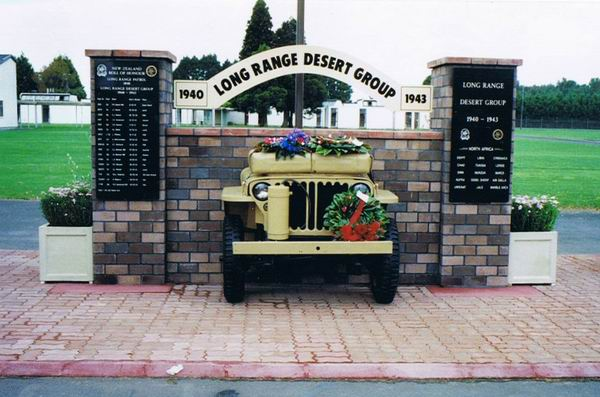
Long Range Desert Group (památník)
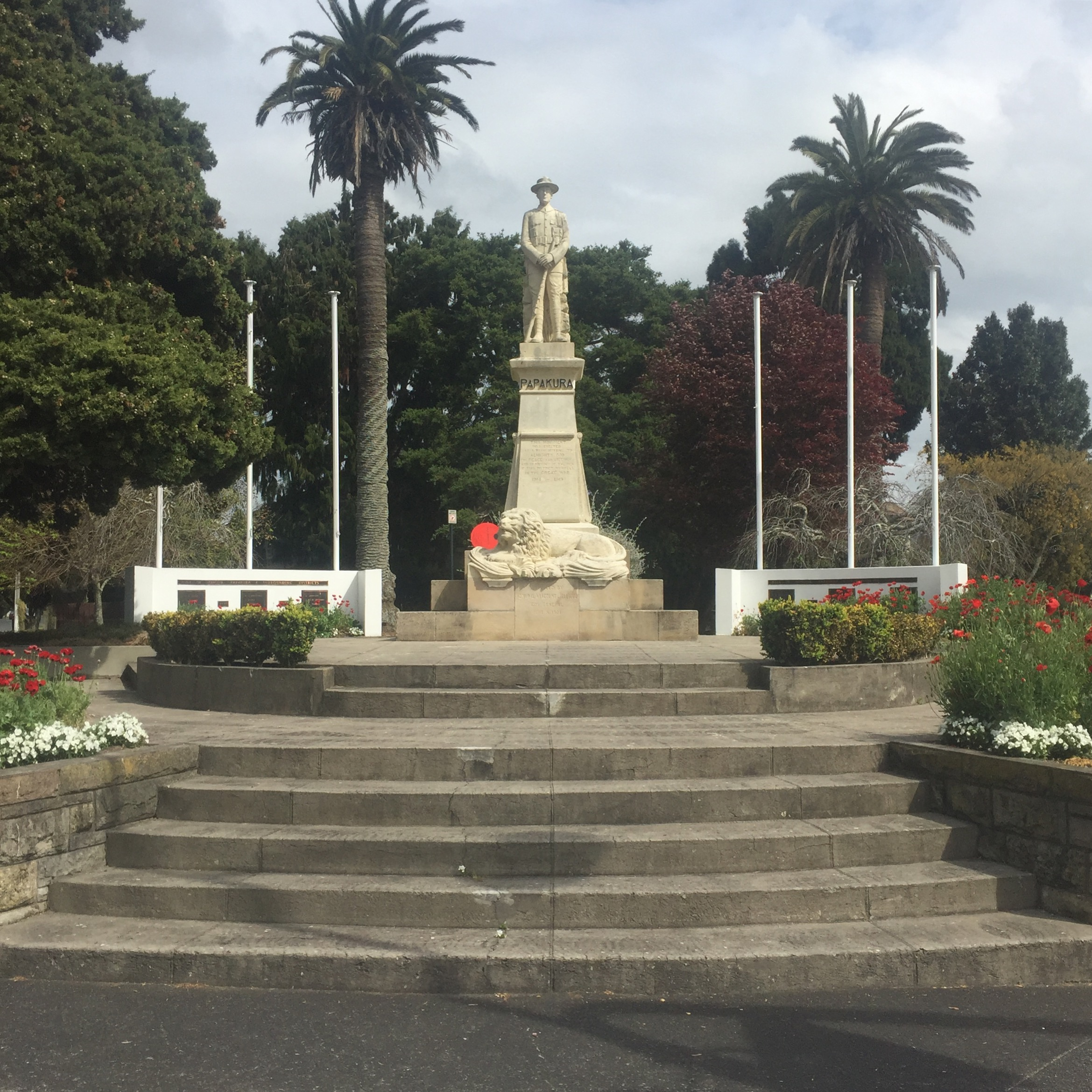
Papakura War Memorial
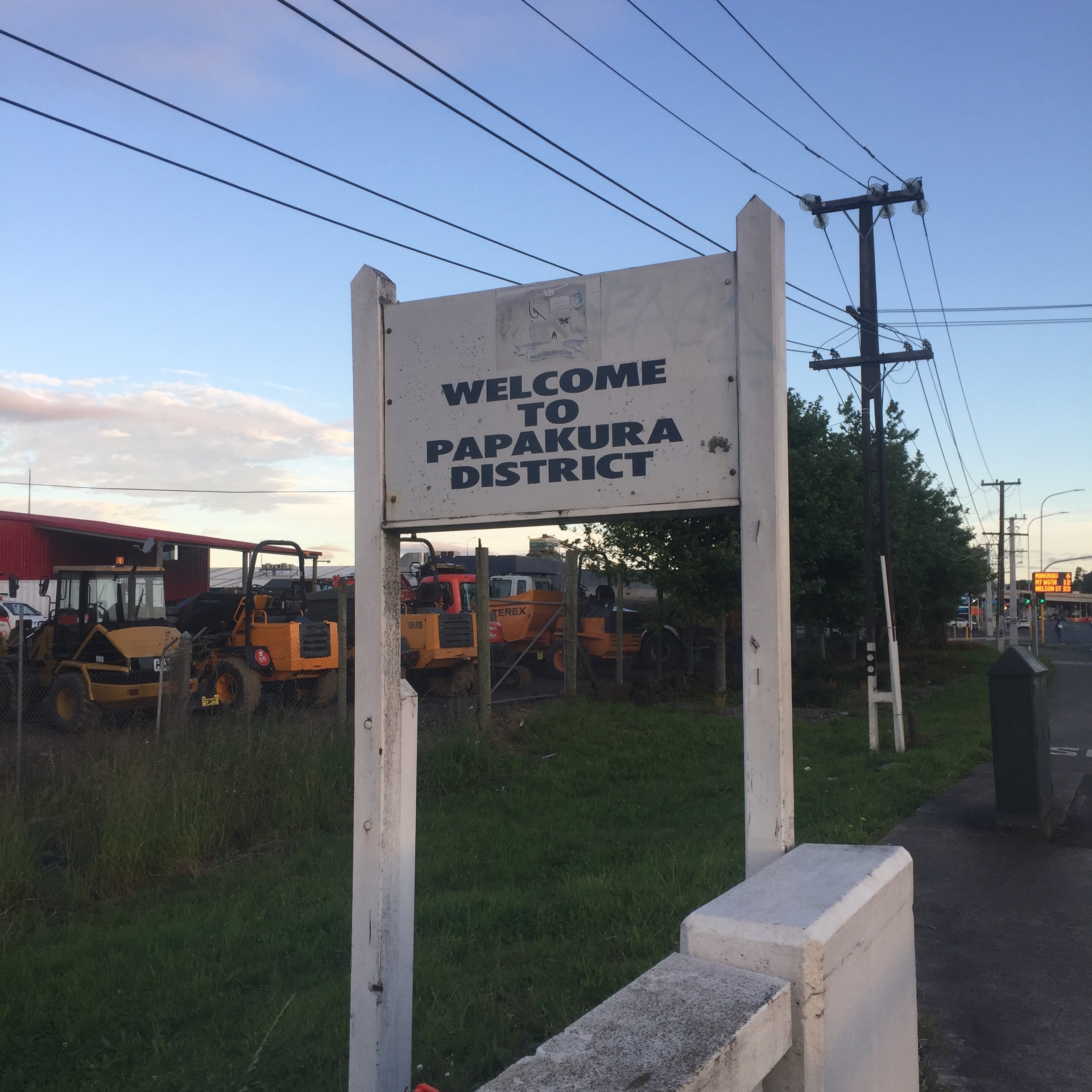
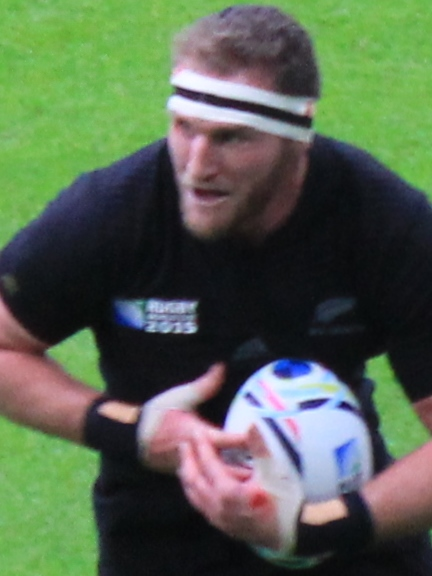
Kieran Read